# Churchill-Halbinsel
Die Churchill-Halbinsel ist eine vereiste Halbinsel an der Grenze zwischen Foyn-Küste und Oskar-II.-Küste im Grahamland auf der Antarktischen Halbinsel. Sie liegt zwischen dem Cabinet Inlet und dem Adie Inlet und erstreckt 48 km in südöstlicher Richtung in das Weddell-Meer erstreckt.
Luftaufnahmen der Halbinsel entstanden bei der Ronne Antarctic Research Expedition (1947–1948) und kartiert wurde sie 1947 durch den Falkland Islands Dependencies Survey. Benannt ist sie nach dem britischen Staatsmann Winston Churchill (1874–1965).